# Jan Budzianowski
Jan Kanty Włodzimierz Budzianowski (ur. 17 października 1896 w Birczy, zm. 5 października 1936 w Warszawie) – major żandarmerii Wojska Polskiego.

## Życiorys
Urodził się 17 października 1896 w Birczy, w ówczesnym powiecie dobromilskim Królestwa Galicji i Lodomerii, w rodzinie Karola. Przed I wojną światową był członkiem Związku Strzeleckiego, a w czasie wojny walczył w szeregach 2 pułku piechoty Legionów Polskich. W 1918 roku organizował Polską Organizację Wojskową w Tarnopolu. W listopadzie tego roku został aresztowany przez Ukraińców. Po ucieczce z obozu internowanych wstąpił do Wojska Polskiego i walczył na wojnie z Ukraińcami, a następnie na wojnie z bolszewikami. 
1 czerwca 1921 roku, w stopniu rotmistrza, pełnił służbę w 6 dywizjonie żandarmerii polowej etapowej, a jego oddziałem macierzystym był wówczas 6 dywizjon żandarmerii we Lwowie. 3 maja 1922 roku został zweryfikowany w stopniu kapitana ze starszeństwem z dniem 1 czerwca 1919 roku i 50. lokatą w korpusie oficerów żandarmerii. Do 1927 roku służył w 6 dywizjonie żandarmerii. W 1923 roku zajmował stanowisko oficera do szczególnych poruczeń. Z dniem 15 października 1924 roku został odkomenderowany na pięć miesięcy do 9 dywizjonu żandarmerii w Brześciu. 25 czerwca 1927 roku został przeniesiony do kadry oficerów żandarmerii z jednoczesnym przydziałem służbowym do dywizjonu żandarmerii KOP. 6 lipca 1929 roku powrócił do 1 dywizjonu żandarmerii w Warszawie. Od 15 stycznia 1930 roku do 20 grudnia 1932 roku był dowódcą Szwadronu Ochronnego, którego zadaniem była ochrona Generalnego Inspektoratu Sił Zbrojnych i Ministerstwa Spraw Wojskowych w Warszawie. Awansował na majora ze starszeństwem z dniem 1 stycznia 1931 roku w korpusie oficerów żandarmerii. 11 kwietnia 1933 roku został wyznaczony na stanowisko zastępcy dowódcy 1 dywizjonu żandarmerii w Warszawie. Od 22 grudnia 1934 roku dowodził 8 dywizjonem żandarmerii w Toruniu.
Zmarł 5 października 1936 roku o godz. 0.30 w Szpitalu Szkolnym Centrum Wyszkolenia Sanitarnego w Warszawie. Pochowany 7 października 1936 roku na Cmentarzu Wojskowym na Powązkach (kwatera A5-6-15).
Był współzałożycielem Lwowskiego Klubu Sportowego Lechia (w 1903 roku), sędzią piłkarskim i członkiem kolegium sędziów piłkarskich.

## Ordery i odznaczenia
- Krzyż Niepodległości (7 lipca 1931)[16][17][18]
- Krzyż Walecznych (trzykrotnie: po raz pierwszy za służbę w POW w b. zaborze austriackim i b. okupacji austriackiej[19])
- Medal za Ratowanie Ginących (1929)[20]
- Medal Pamiątkowy za Wojnę 1918–1921
- Medal Dziesięciolecia Odzyskanej Niepodległości
- Odznaka Pamiątkowa Generalnego Inspektora Sił Zbrojnych (12 maja 1936)
- Krzyż Oficerski Orderu Korony Rumunii (Rumunia)